# Gnutten & C:o
Gnutten & C:o var en svensk serietidning som gavs ut åren 1985–1988 av Semic. Ansvarig utgivare var Lars Mortimer. Redaktionen bestod av Ulf Sandberg, Ulla Mortimer, Ingrid Magnusson och Jan Brinka.
Tidningarna innehåller serier om Gnuttarna och deras vänner och fiender (bland andra Gnuttätaren) i Storskogen. Därutöver innehåller tidningarna pyssel, tävlingar och brevkompisar.